# 国鉄5860形蒸気機関車

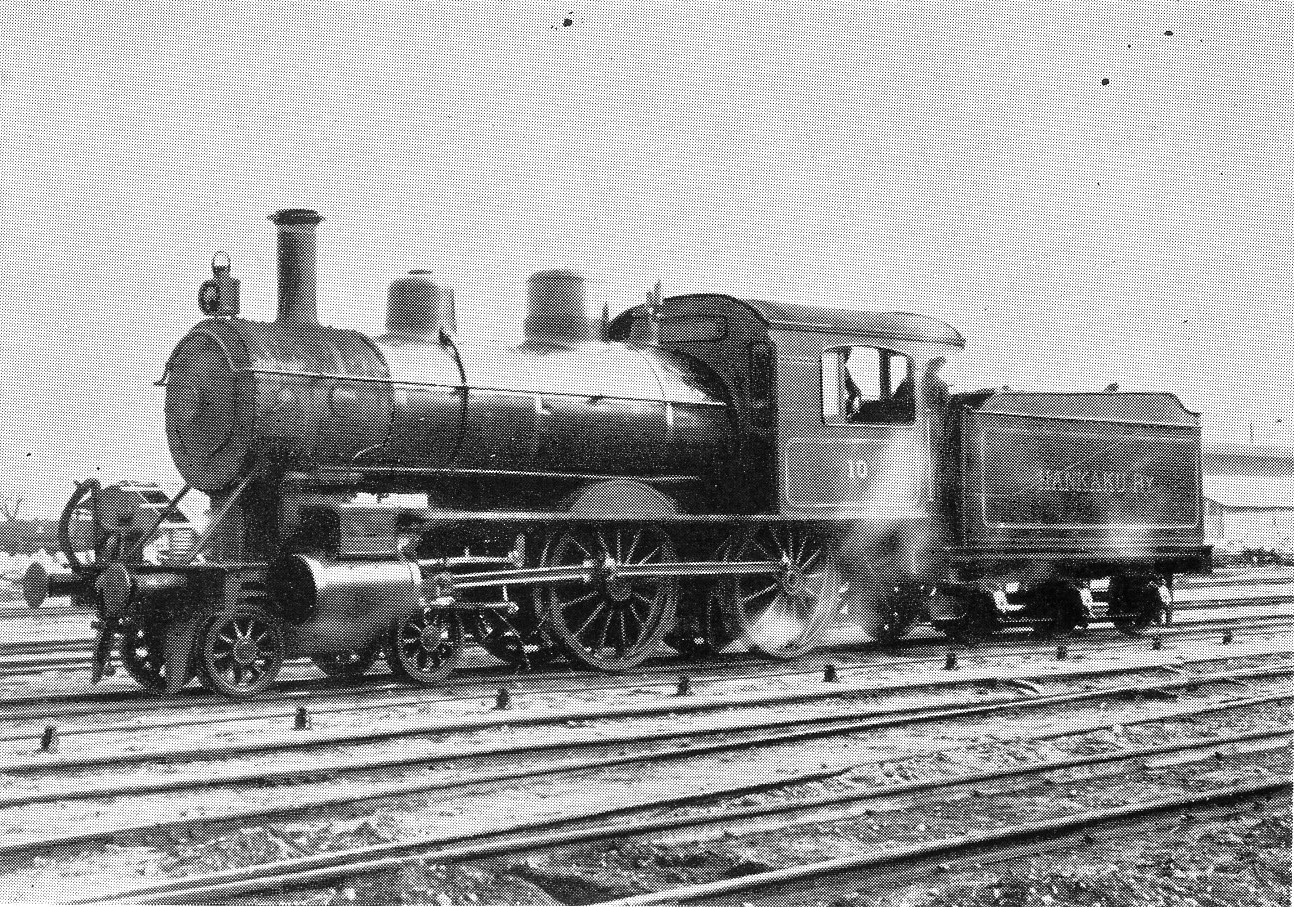
阪鶴鉄道 10（後の鉄道院 5862）

5860形は、かつて日本国有鉄道の前身である鉄道院・鉄道省に在籍したテンダー式蒸気機関車である。

## 概要
元は、阪鶴鉄道が1898年（明治31年）にアメリカのブルックス・ロコモティブ・ワークスから3両（製造番号2994 - 2996）を輸入した車軸配置4-4-0(2B)で2気筒単式の飽和式機関車である。阪鶴鉄道ではA4形(8 - 10)と称した。1907年（明治40年）の国有化にともなって国有鉄道に移籍し、1909年（明治42年）に制定された鉄道院の車両形式称号規程では、5860形（5860 - 5862）に改番された。
アメリカ古典機スタイルの機関車であるが、曲線を用いた大きな鋼製の運転室や、溝型鋼をそのまま使用した前端梁、火室側部から前端梁に伸びる支柱（ブレース）がないなど、典型的なブルックス・スタイルである。ボイラーは緩やかなワゴントップ型で、第2缶胴上に蒸気ドーム、第1缶胴上に砂箱を設置している。炭水車は3軸固定式で、上縁部の飾りがブルックス・スタイルである。
国有化後は、旧所属の福知山線で使用されたが、1918年（大正7年）に宇都宮と小山に移され、その後北海道に渡って1923年（大正12年）に3両とも廃車となった。5860と5862は払い下げられることなく解体されたが、5861は北海道帝国大学構内に教材として保存された。しかし、太平洋戦争開戦直前の1941年（昭和16年）、羽幌炭礦鉄道の開業用として使用することとなり、鉄道省の苗穂工場で更新修繕を受け、現役に復した。当時は、それほどまでに機関車が入手困難になっていたのである。羽幌炭礦鉄道では、1951年（昭和26年）まで使用され、廃車解体された。

## 主要諸元
- 全長 : 13,450mm
- 全高 : 3,620mm
- 全幅 : 2,450mm
- 軌間 : 1,067mm
- 車軸配置 : 4-4-0(2B)
- 動輪直径 : 1,524mm
- 弁装置 : スチーブンソン式アメリカ形
- シリンダー（直径×行程） : 356mm×610mm
- ボイラー圧力 : 11.2kg/cm2
- 火格子面積 : 1.33m2
- 全伝熱面積 : 80.8m2
  - 煙管蒸発伝熱面積 : 73.7m2
  - 火室蒸発伝熱面積 : 7.2m2
- ボイラー水容量 : 2.8m3
- 小煙管（直径×長サ×数） : 44.5mm×2,749mm×192本
- 機関車運転整備重量 : 32.37t
- 機関車空車重量 : 29.07t
- 機関車動輪上重量（運転整備時） : 22.19t
- 機関車動輪軸重（第1動輪上） : 10.21t
- 炭水車運転整備重量 : 24.76t
- 炭水車空車重量 : 12.21t
- 水タンク容量 : 10.90m3
- 燃料積載量 : 5.47t